# چانگ یانی
چانگ یانی (انگلیسی: Chang Yani؛ زادهٔ ۷ دسامبر ۲۰۰۱) ورزشکار شیرجه اهل چین است.
وی در مسابقات کشوری و بین‌المللی در مجموع برندهٔ ۸ مدال طلا، ۲ مدال نقره، ۲ مدال برنز شده است.